# Речная флотилия Сербии
Речная флотилия Сербии (Дунайская флотилия) — формирование (флотилия) речных сил на Дунае и его притоках в составе вооружённых сил Республики Сербия, образование которых началось во время Первой мировой войны.
Речные силы Югославии принимали активное участие во Второй мировой войне, Войне в Хорватии, Войне НАТО против Югославии.

## История

### Речные силы Королевства сербов, хорватов и словенцев и Королевства Югославии
Исторически Сербия не имела регулярных речных сил на Дунае и притоках до 1919 года. Однако, есть упоминания об участии судов южных славян в борьбе против Османской империи. Австрийские подразделения граничар, укомплектованные сербами, на Дунае использовали небольшие боевые корабли, предназначенные для патрулирования и поддержки действий сухопутных войск. Официально первый боевой корабль Сербия получила 6 августа 1915 года. Им стал построенный в Чукарице сторожевой катер «Ядар», приспособленный для постановки мин и служивший на реке Саве.
После крушения (развала) Австро-Венгерской империи в 1918 году было объявлено о создании нового государства южных славян — Королевства сербов, хорватов и словенцев (КСХС). Новое государство начало создавать собственные вооружённые силы, в том числе и военный флот. На апрель 1919 году вооружёнными силами Королевства руководил Министр Армии и Флота, которому подчинялся Морской отдел. В структуре Морского отдела, наряду с Боевыми кораблями КСХС, была образована Дунайская флотилия со штабом в Нови-Саде. КСХС рассчитывало получить значительную часть бывшего корабельного состава Австро-Венгерского флота и Дунайской флотилии; в это время корабли находились под контролем союзников. В апреле 1919 года КСХС затребовало, помимо морских судов, 6 мониторов, одна канонерскую лодку (патрульный катер) и плавмастерскую, но в целом вопрос о принадлежности кораблей решался без участия представителей нового государства. В 1919 году временно под контролем КСХС находились несколько кораблей, но лишь в апреле 1920 года состоялась окончательная передача четырёх мониторов (бывшие австро-венгерские «Кёрёш», «Бодрог», «Эннс» и «Темеш»), одного бронекатера (типа «d») и трех буксиров под контроль югославов.
В сентябре 1923 году был принят первый закон об армии и флоте, согласно которому морские силы Королевства должны были включать в себя флот, речную флотилию и военно-морскую авиацию. В это время Дунайская флотилия состояла из четырёх мониторов «Вардар» (б. «Босна», первоначально «Темеш»), «Драва» (б. «Эннс»), «Сава» (б. «Бодрог»), «Морава» (б. «Кёрёш»), двух сторожевых катеров V.1 и V.2 и трех буксиров, переоборудованных в минные заградители. В 1920-е гг. проводилось техническое переоснащение верфей флота. Нужды флотилии обеспечивали новая верфь в Нови-Саде, а также верфь в Смедерево, на которой проходили модернизацию мониторы. Корабельный состав Дунайской флотилии до начала Второй мировой войны увеличился незначительно. В 1936 г. она включала в себя те же четыре монитора, королевскую яхту «Драгор», два построенных в 1929 г. сторожевых катера «Граничар» и «Стражар» и три минных загардителя-бывших буксира («Цер», «Триглав» и «Авала»). В 1940 г. Штаб Дунайской речной флотилии подчинялся Штабу ВМС, который, в свою очередь, подчинялся Главному военно-морскому командованию. В составе флотилии находились следующие подразделения: дивизион мониторов, вспомогательные суда, военно-морская база, отряд кораблей Охридского озера. Был разработан план организации военного времени и мобилизационный план, по которому для нужд флотилии реквизировались 25 гражданских судов.

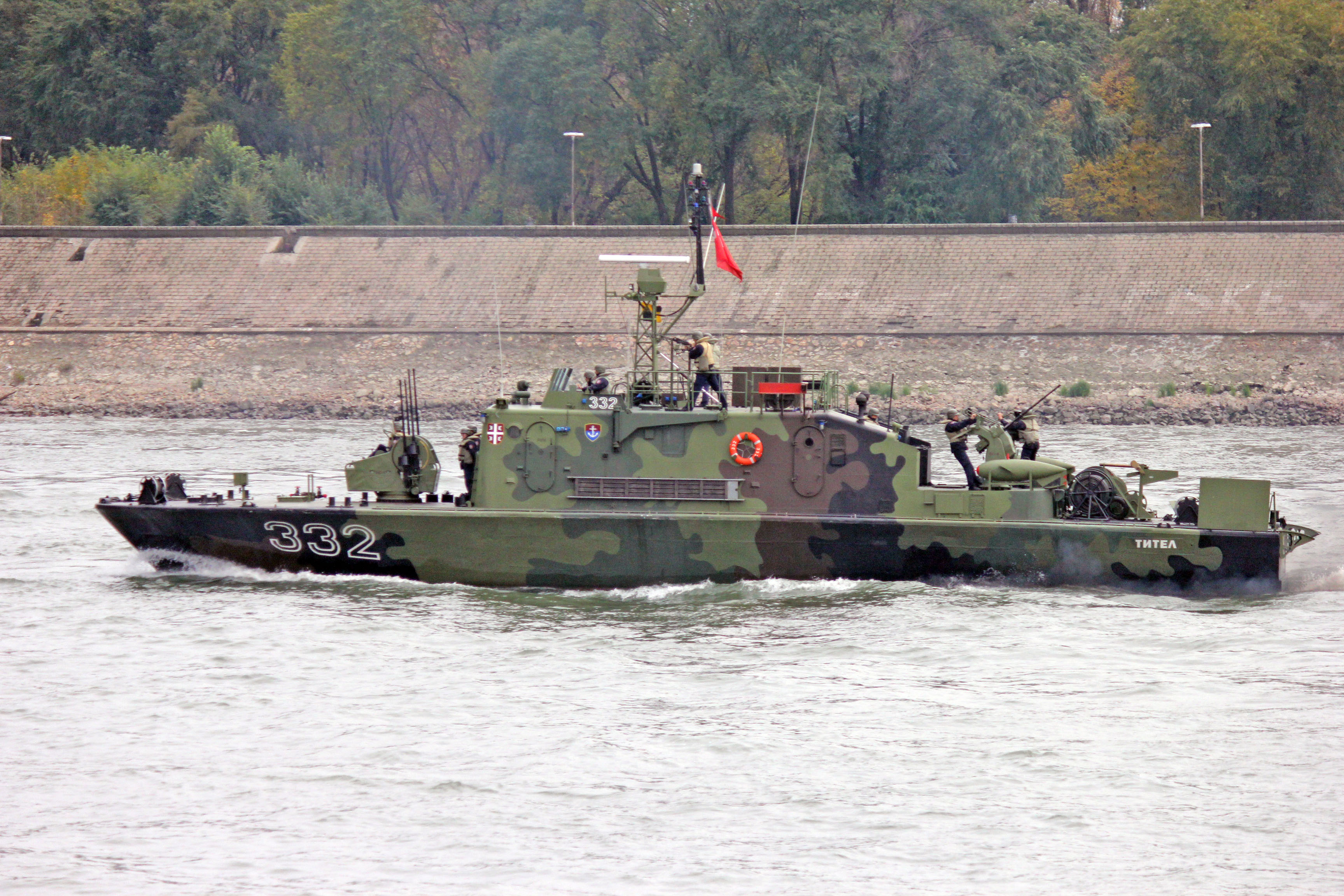
Боевой катер Сербской речной флотилии

### Речные силы Югославии во Второй мировой войне
6 апреля 1941 Югославия была атакована силами стран Оси и уже 18 апреля подписала акт о капитуляции. Корабли Дунайской флотилии, так и не успевшие принять должного участия в боевых действиях, были частью уничтожены самими югославами, частью в результате действий немецких войск. Впоследствии часть кораблей были включена в состав Дунайской флотилии Независимого государства Хорватия, сателлита нацистской Германии. Однако югославские партизаны благодаря упорной борьбе не только сумели отбить часть территории, но и даже сформировать свой флот. Начало речным силам югославских партизан было положено 15 сентября 1944 когда в Фрушка-Горе был образован 1-й речной отряд. 12 октября 1944 г. было создано Командование речной военной флотилии, которому подчинялись три отряда. Командующим силами стал Кара Димитриевич, его заместителем — бывший командир хорватского вспомогательного тральщика Драгутин Искра, политическим комиссаром был назначен Светозар Милованович. В октябре-ноябре были открыты три речные военные базы в Кладово, Нови-Саде и Шабаце (с января они назывались «военно-морские базы Командования речной военной флотилии»).
20 марта 1945 силы были разделены на Дунайскую флотилию, Савскую флотилию, Минный отряд. Базой Савской флотилии стал Шабац, к концу войны её составе было 15 различных катеров. Базой Дунайской флотилии стал Нови-Сад, к концу войны в её составе было также 15 катеров. В составе Минного отряда к концу войны было три катера. Всего к маю 1945 г. Речная флотилия насчитывала в своем составе 33 катеров (10 сторожевых катеров, 15 моторных лодок, 5 штурмовых катеров и 3 катера, используемых в качестве заградителей и тральщиков) и 1000 человек. Катера Речной флотилии принимали активное участие в боях, занимались военными перевозками, а также решали задачу траления рек.

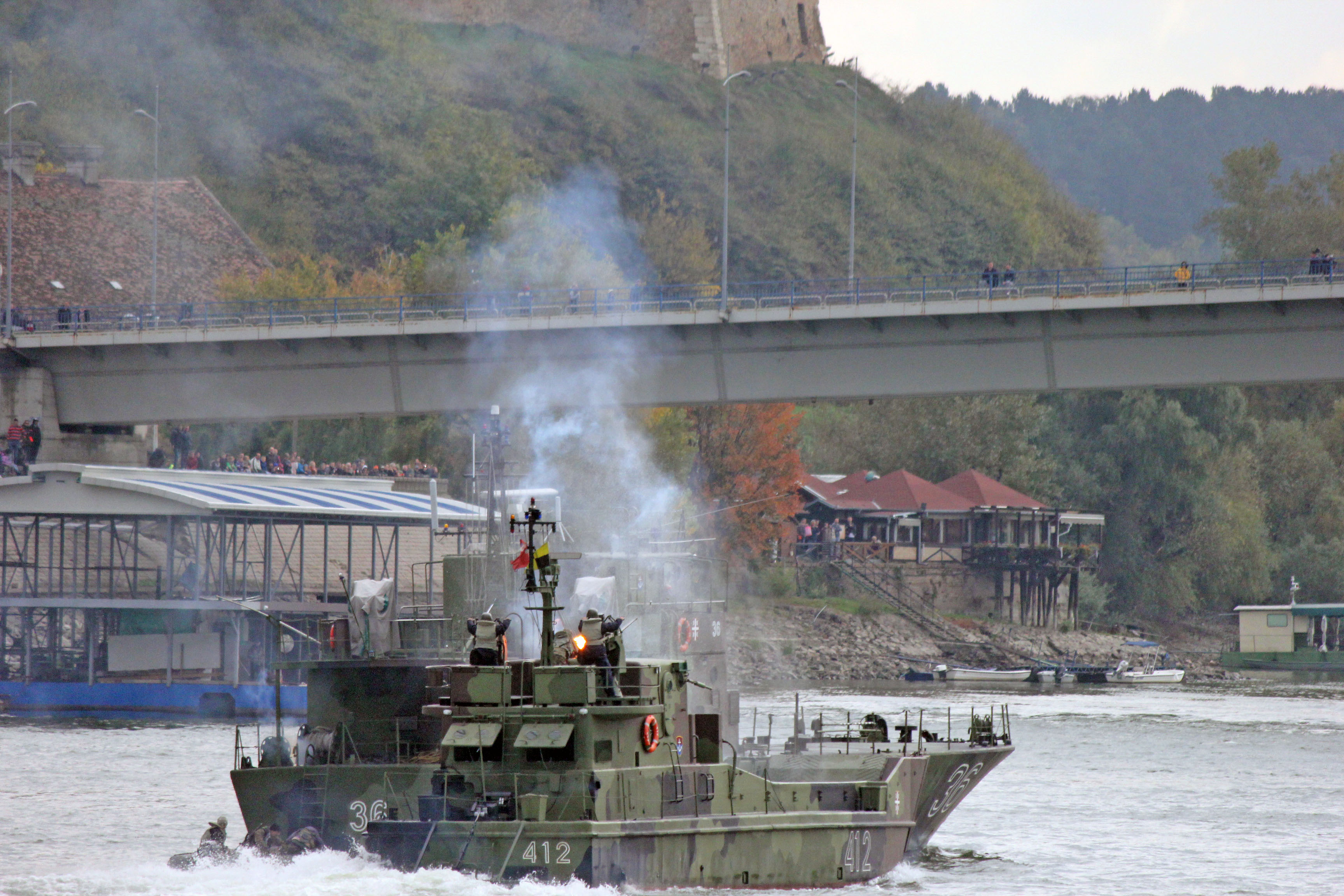
Штурмовой катер ВОЗ-412

### Дунайская флотилия СФРЮ
С 1944 г. речные силы являлись частью Югославского флота. В 1960 г. флотилия была подчинена командованию 1-й армии, но вскоре, в результате очередной реорганизации, вновь стала частью ВМФ. В 1965 г. началось перевооружение сил флотилии; в этот период основой корабельного состава были тральщики проектов 101 и 301, а также десантные суда проекта 401, начали вступать в строй новые тральщики проекта 331 «Нештин».

### Речная флотилия в Югославских войнах
В начале 1990-х гг. начался процесс распада союзного государства. В 1992 г. прекратила своё существование Социалистическая Федеративная Республика Югославия. Корабли Речной флотилии приняли участие в войнах между государствами бывшей СФРЮ; большая часть речных кораблей осталась под контролем сербских сил, часть была использована хорватами.
В период войны в Хорватии 8 ноября 1991 г. один из тральщиков (308) был послан перехватить чехословацкое судно «Шараш», которое, по имевшимся данным, перевозило оружие хорватам. Тральщик был атакован силами хорватов; в корабль попало несколько ракет, несколько человек были убиты, командир Зоран Маркович — ранен. Корабли оказывали существенную поддержку сухопутным частям огнём своих орудий и пулемётов. Так же сербы использовали речные силы для высадки десантов и высадки диверсионных групп и разведки позиций противника.

Во время операции НАТО против Югославии корабли флотилии обеспечивали противовоздушную оборону мостов и гидротехнических сооружений. Жители Белграда называли их «плавающими островами» — днем они с помощью сетей маскировались под берег, а ночью выходили на боевое дежурство. Было организовано централизованное управление кораблями для сосредоточения максимальных сил на угрожаемых участках.

### Наши дни
В настоящее время флотилия подчинена сухопутным силам и включает в себя два отряда кораблей и два понтонных батальона из состава 1-й пехотной бригады, но подчиненной Речной флотилии. Основой корабельного состава являются тральщики типа «Нештин». Задачи, которые решают корабли, включают: военные перевозки, участие в антитеррористических операциях, охрана и обеспечение судоходства, международные миссии.

## Современная организация
- Командование Речной флотилией
- 1-й речной отряд
- 2-й речной отряд
- 1-й понтонный батальон
- 2-й понтонный батальон
- Отряд Управления
- Отряд Логистики

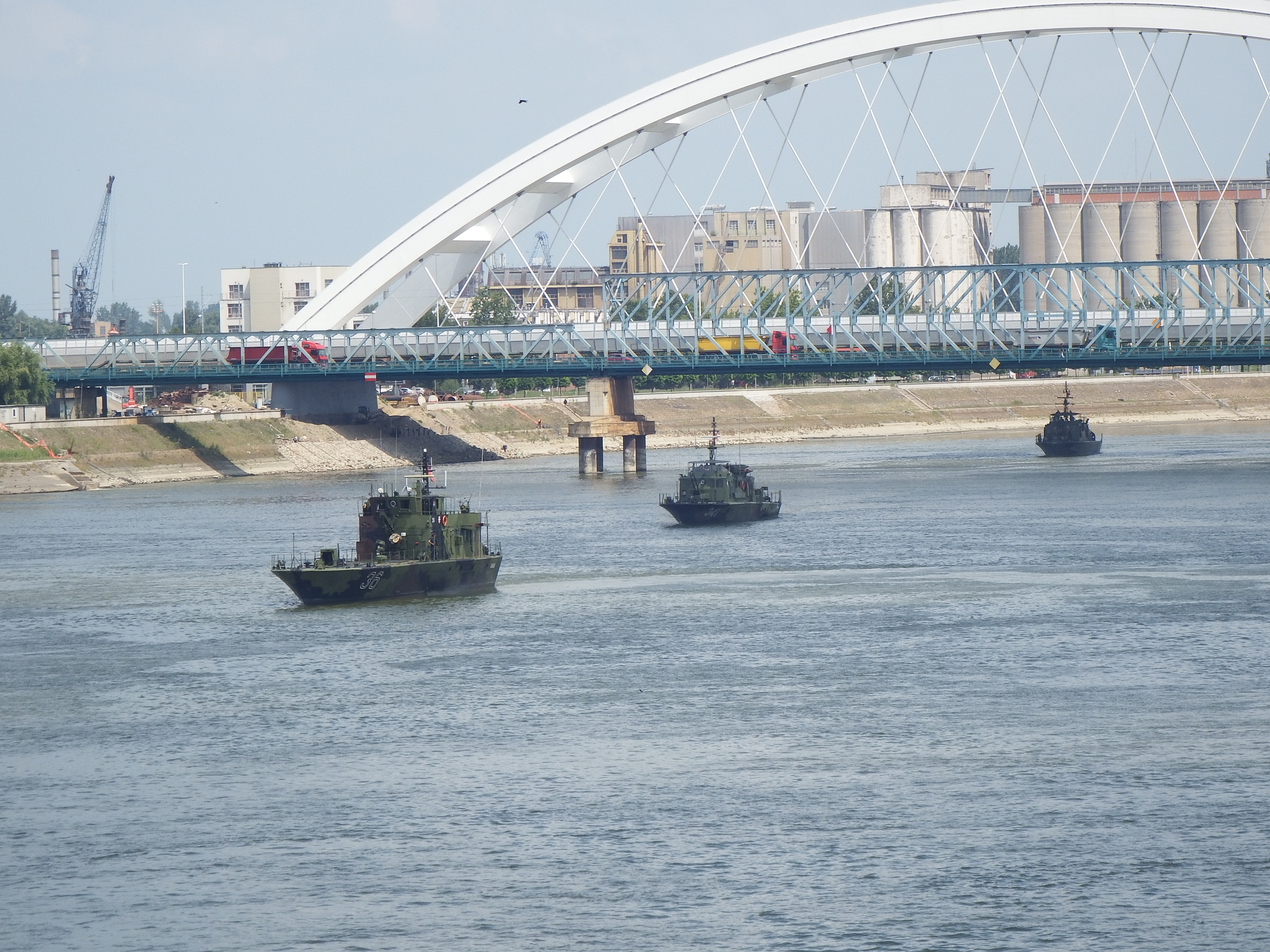
Военные корабли Сербии на Дунае, город Нови Сад

Базы флотилии находятся в Нови-Саде (главная), Белграде и Шабаце.

## Аббревиатуры и обозначения классов кораблей
- Brzi diverzantski čamac — BDČ — быстроходные диверсионные катера
- Čamac motorni patrolni — ČMP — патрульный моторный катер, сторожевой катер
- Desantno-Jurišni Čamac — DJČ — десантный штурмовой корабль
- Rečni remorker — RRM — буксир
- Rečni minolovac — RML — речной тральщик
- Rečni pomoćni brod — RPB — плавбаза, штабной корабль
- Rečni desantni splav — RDS — речное десантное судно
- Rečni oklopni čamac — ROC — речной бронекатер
- Rečni tenkonosac — RTK — речной танкодесантный корабль
- Vedeta — V — сторожевой катер, бронекатер

## Корабельный состав
Список кораблей и судов содержит неточности и нуждается в дополнении. Особенно это касается катеров и вспомогательных судов времени Второй мировой войны и послевоенного периода. Все источники противоречивы и не дают достоверной информации о кораблях и деталях их службы.
| Дунайская флотилия 1939 г. | Дунайская флотилия 1939 г.             |
| Мониторы                   | 4                                      |
| Минные заградители         | 3                                      |
| Сторожевые катера          | 2                                      |
| Прочие суда                | Яхта, пароход                          |
| Речная флотилия 2010 г.    | Речная флотилия 2010 г.                |
| Тральщики                  | 5                                      |
| Сторожевые катера          | 7                                      |
| Десантные суда             | 2                                      |
| Прочие суда                | Штабной корабль, судно размагничивания |
| -------------------------- | -------------------------------------- |

### Состав Дунайской флотилии Королевства Югославия
В 1919 г., до подписания мирных договоров и решения по кораблям, в состав речных сил КСХС входили бывшие корабли Австро-Венгерской Дунайской флотилии: мониторы Drina (б. Temes, передан Румынии 15 апреля 1920 г.), Soca (б. Sava, передан Румынии 15 апреля 1920 г.), канонерские лодки Neretva (по разным данным, б. Wels или Barsch, передана Венгрии в 1920 г.), Bregalnica (по одним данным, б. Wels, передана Венгрии в 1920 г.)

#### Мониторы
- Morava, 1892 г., 448 т, 54х9х1,2 м. 2 ПМ=1200 л. с.=10 уз. Бронирование: борт 50, палуба 19, рубка 75, башни 19 мм. Вооружение: 2 120-мм, 1 66-мм орудия, 1 15-мм и 4 пулемета. Экипаж 84 человека.

Бывший SMS Körös Австро-Венгерской Дунайской флотилии. В 1919 г. вошел в состав флотилии, но официально передан КСХС 15 апреля 1920 г. Затоплен в ночь на 12 апреля 1941 г. на реке Сава. Поднят и вошел в состав речных сил Независимого государства Хорватия под именем Bosna. Погиб на мине в июне 1944 г. на реке Уна.
- Sava, 1904 г., 470 т, 57,7х9,5х1,2 м. 2 ПМ=1400 л. с.=13 уз. Бронирование: борт 40, палуба 25, рубка 50 мм. Вооружение: 2 120-мм орудия, 1 120-мм гаубица, 1 66-мм орудие, 1 66-мм гаубица, 5 пулеметов (после модернизации 1952 г.: 2 105-мм, 3 40-мм, 6 20-мм орудий). Экипаж 86 человек. Бывший SMS Bodrog Австро-Венгерской Дунайской флотилии. В 1919 г. вошел в состав флотилии, но официально передан КСХС 15 апреля 1920 г. Затоплен 12 апреля 1941 г. в Белграде. Поднят и вошел в состав речных сил Независимого государства Хорватия под прежним именем. Потоплен 9 сентября 1944 г. югославской артиллерией на реке Сава. Вновь поднят и восстановлен, служил до начала 1960-х гг.
- Drava, 1914 г., 540 т, 57,9х10,3х1,3 м. 2 ПМ=1500 л. с.=13 уз. Бронирование: борт 40, палуба 25, рубка 50, башни 25 мм. Вооружение: 2 120-мм орудия, 3 120-мм гаубицы, 2 66-мм орудия, 7 пулеметов. Экипаж 95 человек.

Бывший SMS Enns Австро-Венгерской Дунайской флотилии. В январе 1919 г. получил новое имя и вошел в состав флотилии, но официально передан КСХС 15 апреля 1920 г. Потоплен 12 апреля 1941 г. немецкой авиацией.
- Vardar, 1915 г., 580 т, 62х10,3х1,3 м. 2 ПМ=1750 л. с.=13,5 уз. Бронирование: борт 40, палуба 25, рубка 50, башни 25 мм. Вооружение: 2 120-мм орудия, 2 120-мм гаубицы, 3 66-мм, 2 47-мм орудия, 8 пулеметов. Экипаж 91 человек.

Бывший SMS Bosna Австро-Венгерской Дунайской флотилии. В январе 1919 г. получил новое имя и вошел в состав флотилии, но официально передан КСХС 15 апреля 1920 г. Взорван в ночь на 12 апреля 1941 г. в Белграде.

#### Минные заградители
- Avala, 1914 г., Caesar Wollheim, Бреслау. 90 т, 31,01х7,01х1,4 м. 360 л. с.=8 уз. Вооружение: 2 пулемета, 30 мин. Бывший германский буксир Joachim. В 1921 г. передан КСХС по репарациям, переоборудован в минный заградитель. В 1936 г. переименован в Šabak. В апреле 1941 г. захвачен немецкими войсками и вступил в строй германской Дунайской флотилии под именем Alzey. Сдан на слом в 1945 г.
- Triglav, 1908 г., Oderverke, Штеттин. 90 т, 35,97х5,94х1,8 м. 2 ПМ=350 л. с.=11 уз. Вооружение: 2 пулемета, 30 мин. Бывший германский буксир Venator. В 1921 г.передан КСХС по репарациям, переоборудован в минный заградитель. В 1936 г. переименован в Sisak. В апреле 1941 г. захвачен немецкими войсками и вступил в строй германской Дунайской флотилии под именем Tronje. Погиб 28 августа 1944 г.
- Cer, 1909 г., 256 т. 8 уз. Бывший вспомогательный тральщик (первоначально германский гражданский буксир компании SDDG) Helene Австро-Венгерской Дунайской флотилии. В 1919 г. вошел в состав флотилии. Затоплен в апреле 1941 г. на реке Сава. Поднят и вошел в состав речных сил Независимого государства Хорватия под именем Vrbas. В 1945 г. вступил в строй ВМФ Югославии. Служил до 1950-х гг. в качестве штабного корабля под именем Srem.

#### Сторожевые катера
- V.1. 1917 г., ELCO, США. 40 т, 24х3,8х1,05 м. 2 бенз. двигателя=ок. 450 л. с.=31 км/ч. Вооружение: 1 65-мм орудие, 2 пулемета. Бывший французский охотник за подводными лодками V 5. Исключен 13 июля 1929 г.
- V.2. По одной версии, бывший катер-разведчик (бронекатер) постройки завода К. О. Равенского (17,9 т, 15,24х3,05х0,69 м, 2 бенз. двигателя =110 л. с. Вооружение: 2 пулемета. Экипаж 7 человек), построенный в 1916 г. Захвачен Австро-Венгрией в Херсоне (по другим данным, в Одессе) в 1918 г. С 1919 г. в составе речных сил КСХС. Исключен 13 июля 1929 г.
- Тип «Graničar», 1930 г., верфь в Регенсбурге. В 1941 г. захвачены немецкими войсками на озере Охрид и переданы итальянцам. Вновь захвачены в сентябре 1943 г. и весной 1944 г. переданы болгарам. Брошены в сентябре 1944 г. После войны использовались на гражданской службе. Graničar, Stražar.

#### Прочие суда
- Речной буксир Velebit, 1914 г. 85 т, 7,5 уз. Вооружение: 2 пулемета. С 1919 г. в составе речных сил КСХС. Дальнейшая судьба неизвестна.
- Госпитальное судно Bosna, 1884 г. Бывий Австро-Венгерский пароход Traisen. С 1919 г. в составе речных сил КСХС. Сдан на слом в Белграде в 1960 г.
- Пароход Slovenač. Бывший Австро-Венгерский вооруженный пароход Vag. С 1919 г. в составе речных сил КСХС. В апреле 1941 г. захвачен немецкими войсками и вошел в состав германской Дунайской флотилии. Взорван немцами в Белграде в 1944 г.
- Яхта Dragor, 1928 г., Регенсбург. Использовалась в качестве королевской яхты, служила на Дунае. Захвачена в 1941 г., до 1943 г. использовалась болгарами, затем немцами. В 1946 г. возвращена Югославии, переименована в Krajina. Сгорела в 2007 г. во время съемок кинофильма.

Есть сведения, что в 1941 г. по мобилизации в состав флотилии вошли 8 буксиров, а также различные катера.

### Речные силы югославских партизан
- На Саве действовали: патрульные катера P.3 Pobednik, P.4 Osvetnik, P.6 Partizan, моторные катера M.5 Uskok, M.6 Sturm, штурмовые катера J.1 — J.4.
- На Дунае действовали: патрульные катера P.1 Pionir, P.2 Proleter, P.5 Udarnik,P.8, моторный катер M.2.
- В составе отряда минной обороны действовали: катера Pakra, Sava, Vihor.

### Состав флотилии с 1945 года

#### Монитор
Sava См. Состав Дунайской флотилии в 1919—1941 гг.

#### Бронекатера
СССР передал Югославии два (по другим данным, четыре проектов 1124 и 1125) бронекатера проекта 1124, которые служили под обозначениями 201 и 202.

#### Сторожевые катера
- RPČ 200 2 ед. 30 т. 15 уз. 2 76-мм орудия. Строились для немецкой Дунайской флотилии (?), спущены в 1945 г., достроены для Югославии. Исключены в конце 1970-х гг.
- 6 катеров типа «КМ», переданы из СССР до 1948 г.
- Тип 11, 25 т, 24х3,8х0,9 м. Вооружение: 2 20-мм орудия.
- Тип 15. 19,5 т (ст.), 16,9х3,9х0,7 м. 2 диз.=330 л. с.=16 уз. Вооружение: 1 20-мм орудие, 2 пулемета. Экипаж 6 человек. 12 единиц: PČ 15-1 — PČ 15-12. Строились в конце 1980-х гг. 4 ед. поставлены в Судан в 1989 г. 1 ед. исключена в 1993 г.
- Тип «ČMP 21», 2,64 т, 8х2,95х1,5 м. 2 диз.=57 км/ч. Вооружение: 1 пулемет. Экипаж 4 человека. 4 единицы: ČMP 21, ČMP 22, ČMP 23, ČMP 24.
- Тип «ČMP 25», 3,9 т. 2 диз. Вооружение: 1 пулемет. 4 единицы: ČMP 25, ČMP 26, ČMP 27, ČMP 28.
- Тип «RPČ 111», 1970 г., Тиват. 24,07 т, 17,04х3,6х1,6 м. 2 диз.=28 км/ч. Вооружение: 1 20-мм орудие. Экипаж 7 человек (по другим данным: верфь «Тито», Белград. 29 т, 24,1х4,13х1,78 м до 33 км/ч. Вооружение: 2 20-мм орудия). 5 единиц (в их числе RPČ 111).
- Тип «PČ 211» (Тип 20). 55 т (ст.), 21,27х5,3х1,2 м. 2 диз.=1600 л. с.=16 уз. Вооружение: 2 20-мм орудия, мины. Экипаж 10 человек. 6 единиц: PČ 211 — PČ 216. Строились с 1984 г.
- Тип «PČ 301» (Тип 16 «Botica»). 23 т (ст.), 17х3,6х0,8 м. 2 диз.=460 л. с.=15 уз. Вооружение: 1 20-мм орудие, 7 пулеметов. Экипаж 7 человек. 6 единиц: PČ 301 — PČ 306. Построены в 1980-х гг. PČ 305 исключен к 1990 г. 1 ед. поставлена Танзании.

#### Речные тральщики
- Тип «RML 101», построены в 1950-56 гг., 30 т, 25х5,9х1,9 м. Вооружение: 1 40-мм, 1 20-мм орудия. RML 101 — RML 116, RML 120, RML 140 (исключены в 1966-76 гг.)
- Тип «RML 301», построены на четырёх югославских верфях в 1951-53 гг. 47,9 т, 19,55х4,4х1,12 м. 13 уз. Вооружение: 2 20-мм орудия. RML 301 — RML 306, RML 308 — RML 310 (исключены в 1986—1989 гг.), RML 307 (стал хорватским Slavonac, позже PB-91 Šokadija), RML 311 — RML 313 (исключены в 1980 г.), M 314, M 317 (исключены в 1989 г.), RML 318 (исключен в 1990 г.), RML 319 — RML 323, RML 324 (исключен в 1989).
- Тип «Neštin», Brodotehnika, Белград, 1975-80 гг. 6 ед. построены для Венгрии, 3 ед. для Ирака.79,6 т, 26,94х6,5х2,7 м. 2 диз.=520 л. с.=18 уз. Вооружение: 3 20-мм орудия (первоначально на первом корабле), может нести до 24 мин. Экипаж 17 человек. Neštin (RML 331, 20.12.1975), Motajica (RML 332, 18.12.1976), Belegiš (RML 333, 1976, продан для гражданского использования), Bocut (RML 334, 1976, сломан), Vučedol (RML 335, 1979), Djerdap (RML 336, 1980), Panonsko More (RML 337, 1980).
- Тип «Novi Sad» (улучшенный тип «Neštin»), Brodotehnika, Белград. Novi Sad (RML 341, спущен на воду 6 июня 1996 г.), корпус и двигатели RML 342 переданы на базу флотилии в Нови-Сад из-за банкротства завода, не достроен.

#### Десантные суда
- Тип «RTK 401». 5 единиц: RTK 401 (исключен в 2003 г.), RTK 402 (исключен), RTK 403 (исключен), RTK 404 (исключен в 2003 г.), RTK 405 (исключен в 1998).
- Тип «DJČ 601». До 20 уз. Способен перевозить до 60 человек с личным вооружением. 12 единиц: DJČ 601 — DJČ 612. Служили в морском флоте и речной флотилии.
- Тип «DJČ 613». До 20 уз. Способен перевозить до 60 человек с личным вооружением. 6 единиц: DJČ 613 — DJČ 618. Служили в морском флоте и речной флотилии.
- Тип «DJČ 621». Построены в 1986-87 гг. 48 т, 22,3х4,8х1,6 м. Диз.=1280 л. с.=32 уз. Способен перевозить до 80 человек с личным вооружением. 12 единиц: DJČ 621 — DJČ 632. Служили в морском флоте и речной флотилии. DJČ 623, DJČ 624 (в хорватском флоте переоборудовано в спасательное судно) и ещё 1 ед. в хорватском флоте под новыми номерами, соответственно DJČ 106, DJČ 105, DJČ 107. 2 ед. отремонтированы и вновь вошли в состав флотилии под новыми обозначениями DJČ-411 и DJČ-412.
- RDS 501 (?)
- DČ 101, 5 т (ст.), 12×3 м. (?)

#### Прочие суда
- Буксиры RRM 11, RRM 12, RRM 13.
- Диверсионный катер BDČ 91, 7 т, ширина 3 м. (?)
- Штабной корабль Kozara (RPB 30), 1939 г., Регенсбург. 601 т, 67×9,5×2,7 м. 2 диз.=21 км/ч. Вооружение: 3 20-мм орудия. Экипаж 47 человек. Бывшая плавбаза немецкой Дунайской флотилии Kriemhild, куплен в 1960 г.
- Судно размагничивания Šabac (RSRB 36)

## Флаги кораблей и судов
| Флаг | Гюйс       | Вымпел боевых кораблей |
| ---- | ---------- | ---------------------- |
|      | нет данных | нет данных             |

## Знаки различия

### Адмиралы и офицеры
| Категории               | Адмиралы      | Адмиралы      | Адмиралы        | Адмиралы      | Старшие офицеры      | Старшие офицеры    | Старшие офицеры    | Младшие офицеры       | Младшие офицеры   | Младшие офицеры  | Младшие офицеры   |
| ----------------------- | ------------- | ------------- | --------------- | ------------- | -------------------- | ------------------ | ------------------ | --------------------- | ----------------- | ---------------- | ----------------- |
|                         |               |               |                 |               |                      |                    |                    |                       |                   |                  |                   |
| Сербское звание         | Адмирал       | Вице- адмирал | Контра- адмирал | Комодор       | Капетан бојног брода | Капетан фрегате    | Капетан корвете    | Поручник бојног брода | Поручник фрегате  | Поручник корвете | Потпоручник       |
| Российское соответствие | Адмирал флота | Адмирал       | Вице-адмирал    | Контр-адмирал | Капитан 1-го ранга   | Капитан 2-го ранга | Капитан 3-го ранга | Капитан-лейтенант     | Старший лейтенант | Лейтенант        | Младший лейтенант |

### Сержанты и матросы
| Категории               | Подофицеры           | Подофицеры | Подофицеры                | Подофицеры                   | Подофицеры        | Подофицеры       | Матросы           | Матросы           | Матросы        | Матросы |
| ----------------------- | -------------------- | ---------- | ------------------------- | ---------------------------- | ----------------- | ---------------- | ----------------- | ----------------- | -------------- | ------- |
|                         |                      |            |                           |                              |                   |                  |                   |                   |                | нет     |
| Сербское звание         | Заставник прве класе | Заставник  | Старији водник прве класе | Старији водник               | Водник прве класе | Водник           | Млађи водник      | Десетар           | Разводник      | Војник  |
| Российское соответствие | Старший мичман       | Мичман     | нет                       | Главный корабельный старшина | нет               | Главный старшина | Старшина 1 статьи | Старшина 2 статьи | Старший матрос | Матрос  |

### Знаки на головные уборы
| Металлические знаки | Вышитые знаки |
| ------------------- | ------------- |
|                     |               |

## Награды
- Орден Заслуги в обороне и безопасности III степени (2017)[5].

## Фотогалерея

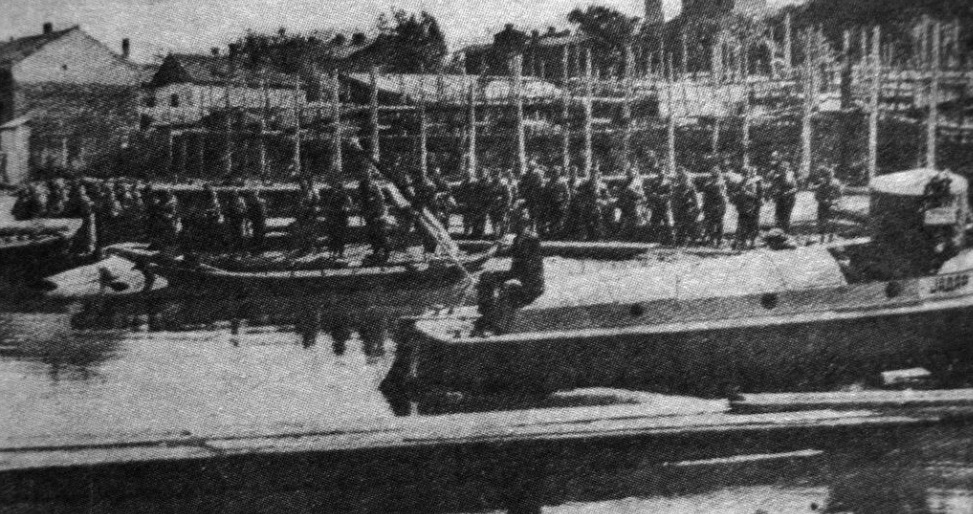
Первый боевой корабль речных сил Сербии «Ядар»
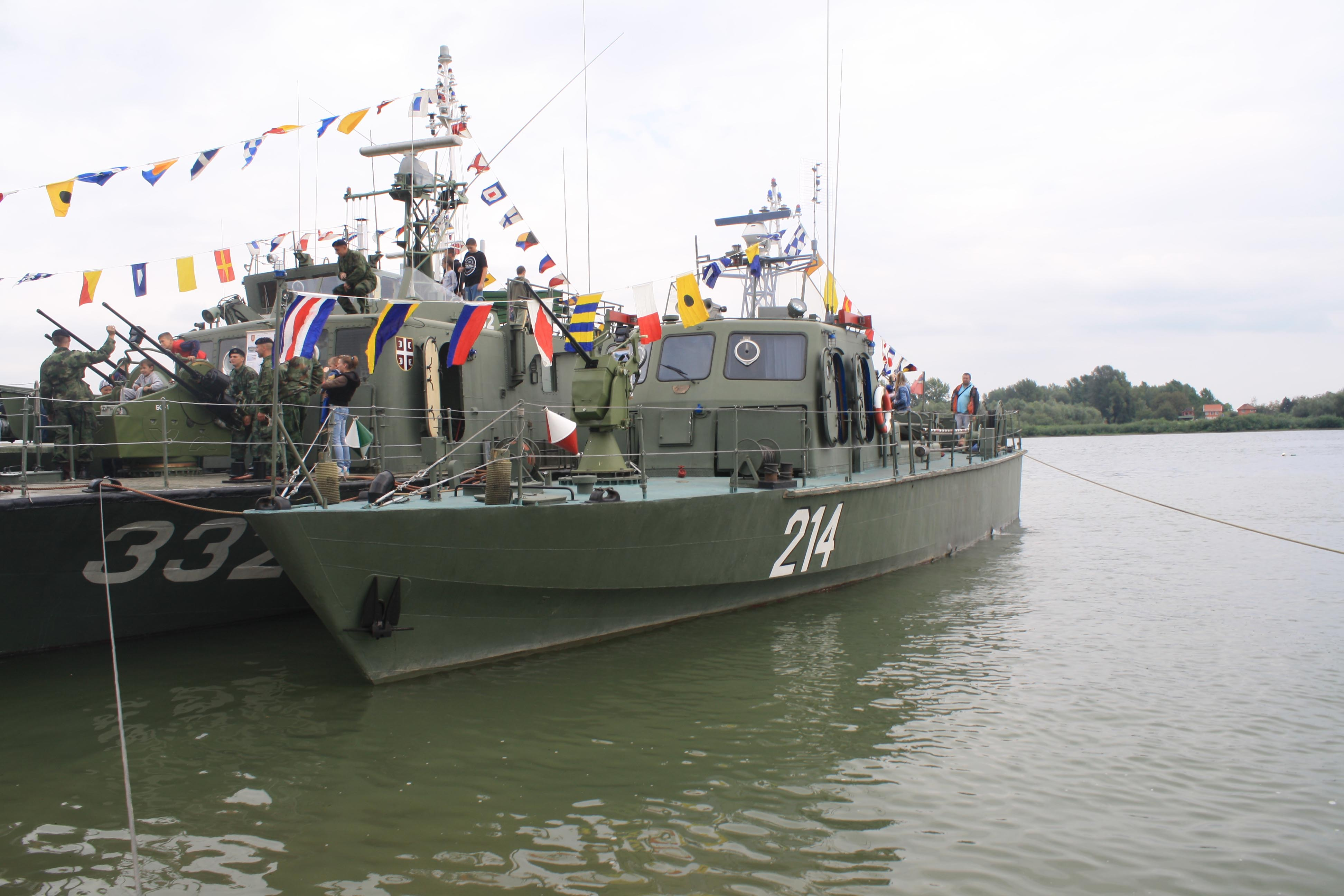
Сторожевой катер РПЧ 214 и тральщик «Мотайица»